# Deventer Ziekenhuis
Het Deventer Ziekenhuis (DZ) is een middelgroot ziekenhuis in de Nederlandse gemeente Deventer. Er werken ongeveer 2500 mensen; het ziekenhuis is daarmee een van de grootste werkgevers van Salland.

## Geschiedenis

### Sint Geertruiden Gasthuis
Het Sint Geertruiden Gasthuis bestond al in 1472, toen het stond aan de Molenstraat in het Noordenbergkwartier in Deventer. Het was een algemeen armenhuis, speciaal bestemd voor pestlijders. Het was genoemd naar Sint Gertrudis van Nijvel. Later nam het gasthuis ook andere zieken op. Het gasthuis had geen artsen in vaste dienst, en verpleegkundigen kende men in die tijd nog niet. Een ‘moeder’ zorgde met hulp van enkele meiden voor de patiënten: verschonen op zaterdag, koken, wassen en nachthemden en handdoeken naaien. Vanaf het begin van de 19e eeuw werden in het Sint Geertruiden Gasthuis, dat steeds vaker Sint Geertruiden Ziekenhuis werd genoemd, alleen nog patiënten opgenomen die een verwijsbrief van een geneesheer hadden. In de 19e eeuw bloeide de medische wetenschap op en kwamen er steeds meer patiënten. Het ziekenhuis verhuisde daarom in 1884 naar een nieuw gebouw aan de Singel. De ontwikkelingen gingen snel: er kwamen gediplomeerde verpleegsters en de eerste artsen werden verbonden aan het ziekenhuis. Er kwamen een laboratorium en een operatiekamer. Rond 1910 ontstond behoefte aan een compleet nieuw ziekenhuis, dat pas in 1940 aan de Fesevurstraat gerealiseerd werd. Na de oorlog ontstond er door technologische ontwikkelingen behoefte aan meer ruimte, apparatuur en assistentie, en werd 1958 besloten een nieuw complex te bouwen naast het bestaande gebouw, dat in 1973 dat in gebruik genomen werd.

### Sint Jozef Ziekenhuis
Het Sint Jozef Ziekenhuis werd in 1875 geopend in de Bruynssteeg in het Noordenbergkwartier in Deventer. Het was genoemd naar Sint Jozef van Nazareth en was vooral bedoeld voor armen en mensen die het katholieke geloof de rug hadden toegekeerd. De Zusters van Liefde verpleegden er de zieken, want men meende dat een liefdevolle verpleging door religieuzen zou een positieve invloed hebben op de zieleheil van deze patiënten. De eerste artsen die regelmatig in het ziekenhuis werkten, werkten ook in het Sint Geertruiden Ziekenhuis. Net als het Sint Geertruiden Ziekenhuis moest ook het Sint Jozef Ziekenhuis door de medisch-technische vooruitgang en organisatorische ontwikkelingen aanpassen en uitbreiden. In 1897 verhuisde het daarom naar een pand aan de Nieuwstraat, dat al snel niet bleek te voldoen aan de eisen. Nieuwbouw was te duur, en daarom volgt een reeks van verbouwingen. Uiteindelijk komt er in 1956 toch nieuwbouw aan de Van Oldenielstraat.

### Deventer Ziekenhuis
Het Sint Jozef Ziekenhuis en het Sint Geertruiden Ziekenhuis waren sterk op elkaar gericht: ze hadden een gezamenlijke apotheek en bloedbank, stelden samen opleidingsprogramma's op en specialisten werkten in beide ziekenhuizen. Op 1 januari 1985 fuseerden de ziekenhuizen. De naam werd Stichting Deventer Ziekenhuizen, kortweg Deventer Ziekenhuis (DZ). In 2008 verhuisde het Deventer Ziekenhuis naar een nieuw complex op de Rielerenk tussen het dorp Schalkhaar en de wijk De Vijfhoek.

## Opleidingsziekenhuis
In het Deventer Ziekenhuis worden al sinds de eerste helft van de 20e eeuw specialisten opgeleid. In 1992 kregen de opleiders van het ziekenhuis de Gulden Adelaar, de prijs voor cultuur en wetenschap van de gemeente Deventer, vanwege het niveau van hun werk.
In 2010 en 2011 is in het Deventer Ziekenhuis de televisieserie De echte coassistent opgenomen, die zes jongeren in opleiding tot arts volgt.